# 에머슨 일렉트릭
에머슨 일렉트릭(Emerson Electric Co.)은 미국 미주리주 세인트루이스에 위치한 다양한 상용, 소비자 제품, 자동화 솔루션, 엔지니어링 서비스등을 제공하는 미국의 다국적 기업이다. 2018년에 에머슨은 원화기준 약 18조원 ($17.4 Billion)의 매출을 기록했으며 포춘 178위에 등재되었다. 에머슨은 전세계 215개국에서 생산시설을 운영하고 있으면 약 87,500명의 직원이 근무하고 있다. 현재의 CEO는 DAVID N. FARR이다.